# 督弁上海市政公署

督弁上海市政公署
督辦上海市政公署

督弁上海市政公署（とくべんシャンハイしせいこうしょ）は、1938年4月28日から10月15日まで上海市に存在した自治政府である。この政権は上海市大道政府の改組により成立し、中華民国維新政府の主権下にあった。
1938年10月15日、上海特別市政府に改組し、消滅した。

## 概要
中華民国政府も、中華人民共和国政府も、この政権を歴史的に正当なものと認めず、偽政府と呼んでいる。

## 市長
| 代   | 肖像 | 指名   | 就任          | 退任           |
| ---- | ---- | ------ | ------------- | -------------- |
| 初代 |      | 蘇錫文 | 1938年4月28日 | 1938年10月15日 |

## 行政区画
上海市大道政府に続き、浦東区、南市区、湖西区、閘北区、新市区、呉淞区、北橋区、嘉定区、宝山区、奉賢区、南匯区、川沙区、崇明区を管轄した。